# 维亚里什
维亚里什是葡萄牙波尔图区的一个堂区。总面积5.2平方公里，总人口602人，人口密度115.8人/平方公里。